# Chiesa dello Spirito Santo (Arta Terme)
La chiesa dello Spirito Santo è un luogo di culto cattolico di Chiusini, frazione di Arta Terme, in provincia e arcidiocesi di Udine; fa parte della forania della Montagna.

## Storia

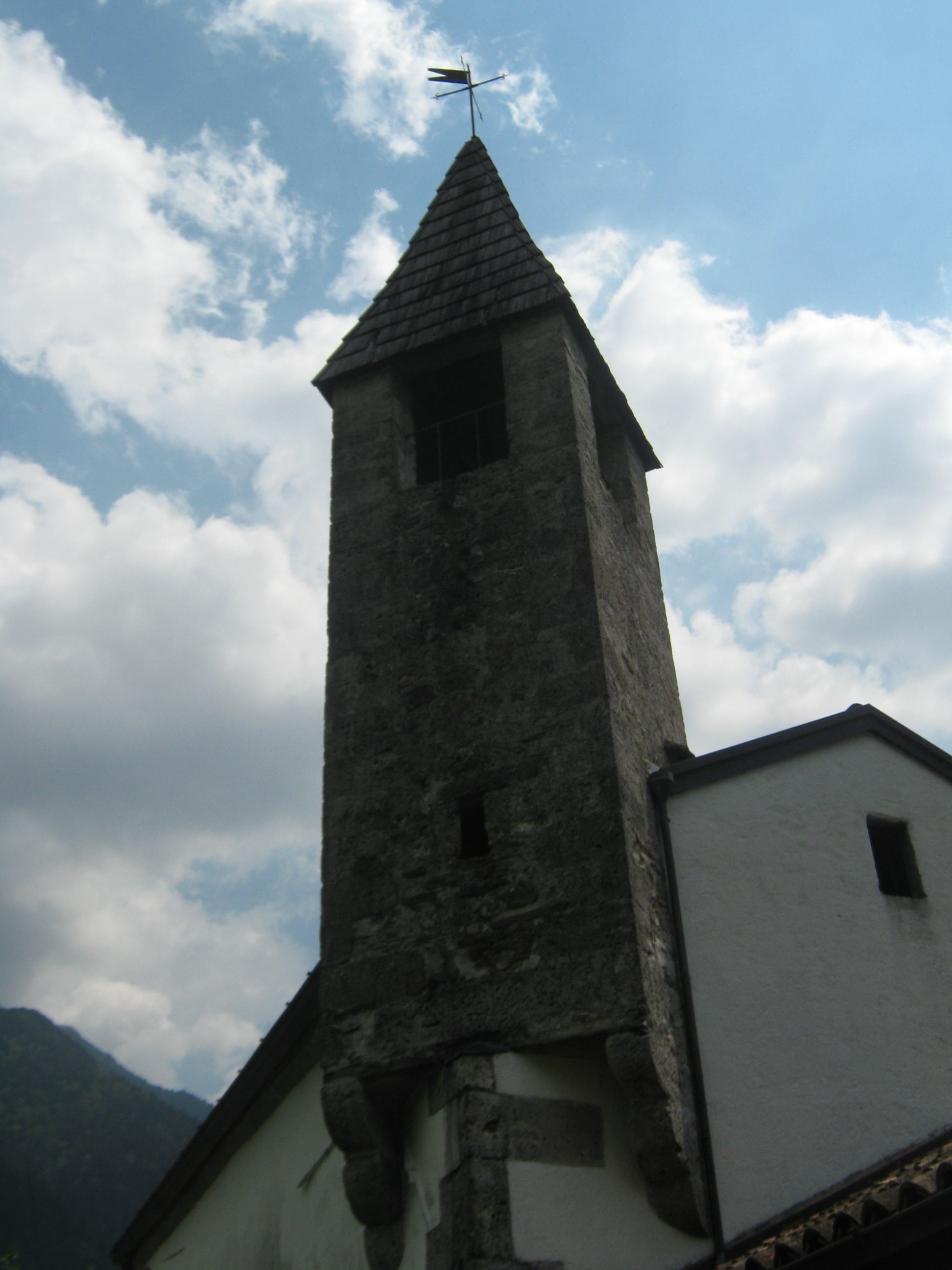
Il campanile

Una leggenda narra che tali Giovanni Papiglier ed Elena Blasona, marito e moglie, videro, in sogno, la Madonna, che disse loro di costruire una chiesa in un terreno di loro proprietà. Il giorno dopo i due trovarono nel punto indicato dalla Madonna un ramo di salvia fiorito, anche se era inverno.
La chiesetta fu costruita nel XIV secolo e venne restaurata e rimaneggiata nel Settecento.
L'edificio fu oggetto un ulteriore restauro nel 2001.

## Descrizione

### Interno

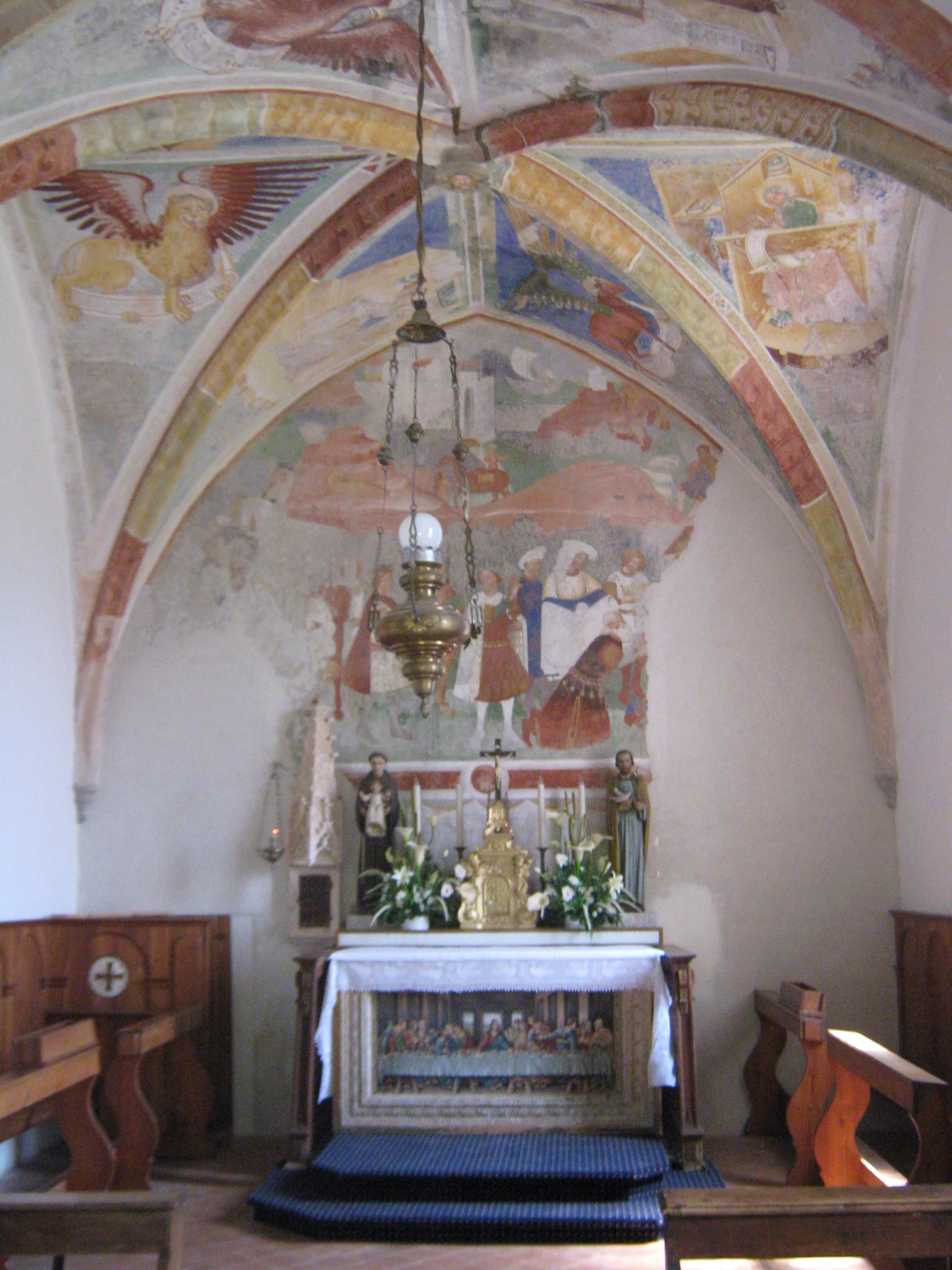
L'interno della chiesetta

All'interno della chiesetta si trovano vari affreschi, dipinti nel XV secolo.
Un'opera di rilievo della chiesetta è una piccola pala cinquecentesca, appesa alla parete nord.